# ディーブィンツィ
ディーブィンツィ（ウクライナ語：Ди́бинці；意訳：「竹馬」）は、ウクライナのキエフ州オブーヒウ地区にある村。ローシ川河岸に位置する。1239年に城柵として創建された。面積は約3.05km²（2005年）。人口は1,154人（2005年）。